# ألان سانشيز
ألان سانشيز (بالإسبانية: Alan Sánchez) (23 نوفمبر 1985 ببوينس آيرس في الأرجنتين - ) هو لاعب كرة قدم أرجنتيني في مركز الوسط. لعب مع ليفادياكوس ونادي أوهيجينس وهوراكان وأتليتكو بلاتينسي ‏ ونادي ماكارا ونادي مانتا لكرة القدم وBoca Unidos ‏ وJuventud Antoniana ‏.

## وصلات خارجية
- ألان سانشيز على موقع قاعدة بيانات كرة القدم.إي يو (الإنجليزية)
- ألان سانشيز على موقع Soccerway.com (الإنجليزية)